# Роберт Девід Стіл
Роберт Девід Стіл (англ. Robert David Steele; 16 липня 1952, Нью-Йорк, Нью-Йорк, США — 29 серпня 2021, Флорида, США) — американський оперативник Центрального розвідувального управління, співзасновник розвідувального центру морської піхоти США, конспіролог.

## Біографія
Батько Стіла був керівником нафтової компанії, тому Стіл провів перші двадцять років свого життя в Азії та Латинській Америці. Здобув ступінь бакалавра мистецтв у галузі політичних наук, ступінь магістра міжнародних відносин і пройшов програму підвищення кваліфікації з державного управління. Був співробітником з політичних питань у посольстві США у Сальвадорі у роки громадянської війни в Сальвадорі. Потім досліджував штучний інтелект і когнітивну стратегію.
Його вважають автором термінів «віртуальний інтелект» й «інформація з підтримання миру». Закликав до реформ розвідки у США і виступав за те, щоб приватний сектор розробляв і продавав таку розвідку центральному уряду. Був прихильником розвідки на основі відкритих джерел і стверджував, що ЦРУ відмовляється серйозно сприймати інформацію на основі відкритих джерел і не повинно нести відповідальність за розробку нових систем, які суперечать його історії секретності.

## Конспіролог
Був постійним гостем радіошоу Алекса Джонса. В інтерв'ю якому у червні 2017 року стверджував, що НАСА утримує колонію на Марсі, населену людьми-рабами, яких викрали в дитинстві та відправили на планету. Прессекретар НАСА, відчуваючи потребу відповісти на численні неправдиві чутки, сказав «На Марсі немає людей» і що «в Інтернеті розповсюджується лише одна дурна чутка? Тепер це новина».
У своєму блозі Public Intelligence щонайменше 42 рази цитував «Протоколи сіонських мудреців», сфабрикований антисемітський документ, в якому роз'яснюється «сіоністська змова». У вересні 2019 року у своєму блозі написав, що євреї у фінансових секторах — «таємне товариство», яке «вважає, що може не дотримуватись усіх законів і звичаїв», за що його звинуватили в антисемітизмі, і закликав ув'язнити євреїв, які були недостатньо лояльними до республіки. Голокост назвав «надуманим міфом», а сіонізм — «раковою пухлиною людства», закликаючи викорінити «кожного сіоніста, який відмовляється бути лояльним до своєї країни проживання та верховенства права».
У вересні 2020 року натякнув, що «двоє сіоністів», одним із яких був Іцхак Рабин, перебували в Далласі та певним чином причетні до вбивства Джона Кеннеді. Крім того, стверджував, що Рабин і Дік Чейні узгодили пропозицію щодо терактів 11 вересня: «Сіоністи встановили контрольоване руйнування, яке сприяло тому, що, як я вважаю, було скерованою енергетично контрольованою частотною подією у вежах-близнюках, контрольоване руйнування тільки для семи ВТЦ, і було здійснено масове приховування… [судові] справи 9/11 не дійшли до суду; контрольовані сіоністські судді та прокурори гарантували, врегулювання справ».
Організував тримісячний тур «Arise USA» через всі 50 американських штатів. У «Дейлі біст» повідомлялося, що тур розпочався у травні 2021 року. Стіл просував заяви Дональда Трампа про шахрайство на президентських виборах 2020 року та розповідав своїм слухачам про «державну зраду та тяжкі злочини, пов'язаних з фальшивою пандемією, неконституційним карантином, масковим ідіотизмом, а також смертями, стерилізацією та мутаціями через неперевірені токсичні „вакцини“». У турі брали участь різні спікери, зокрема Річард Мак і пропагандист теорій змов Саша Стоун. У липні 2021 року провів демонстрацію в Белфасті, штат Мен, щоб заявити, що президентські вибори 2020 року сфальсифіковані, і назвав COVID-19 містифікацією. Стверджував, що саме він вперше назвав COVID-19 містифікацією. Тур завершився у серпні 2021 року після звинувачень у викрадені 300 000 доларів з бюджету туру. Також просував теорії змови QAnon.

## Смерть
Помер від COVID-19 у Флориді 29 серпня 2021 року у 69 років. Друг і конспіролог Марк Тассі, який підтвердив його смерть, стверджував, що здоров'я Стіла погіршилося після лікування від COVID-19. Перед тим, як захворіти Стіл проводив кампанію проти вакцинації.

## Публікації
- On Intelligence: Spies and Secrecy in an Open World (2000)
- The New Craft of Intelligence: Personal, Public, & Political (2002)
- Peacekeeping Intelligence: Emerging Concepts for the Future (2003)
- Information Operations: All Information, All Languages, All the Time (2005)
- The Smart Nation Act: Public Intelligence in the Public Interest (2006)
- The Open-Source Everything Manifesto: Transparency, Truth, and Trust (2012)
- Intelligence For Earth: Clarity, Diversity, Integrity, & Sustainability (2015)

## Фільмографія
- Американська нарковійна: Остання біла надія (2007)